# グリーン諸島

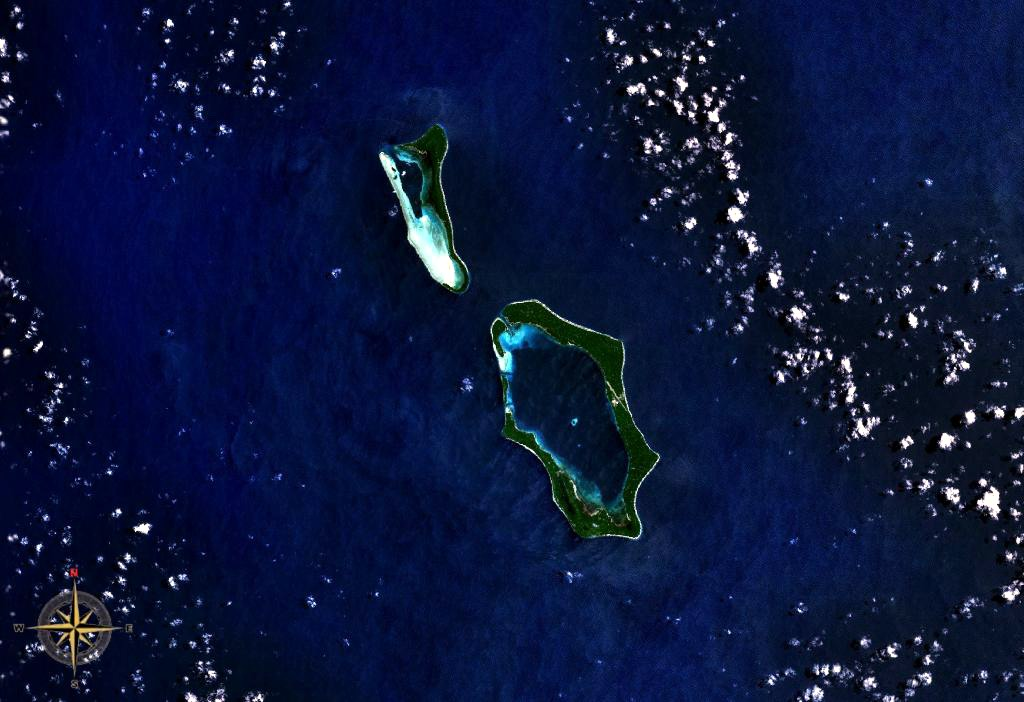
NASAによる衛星画像

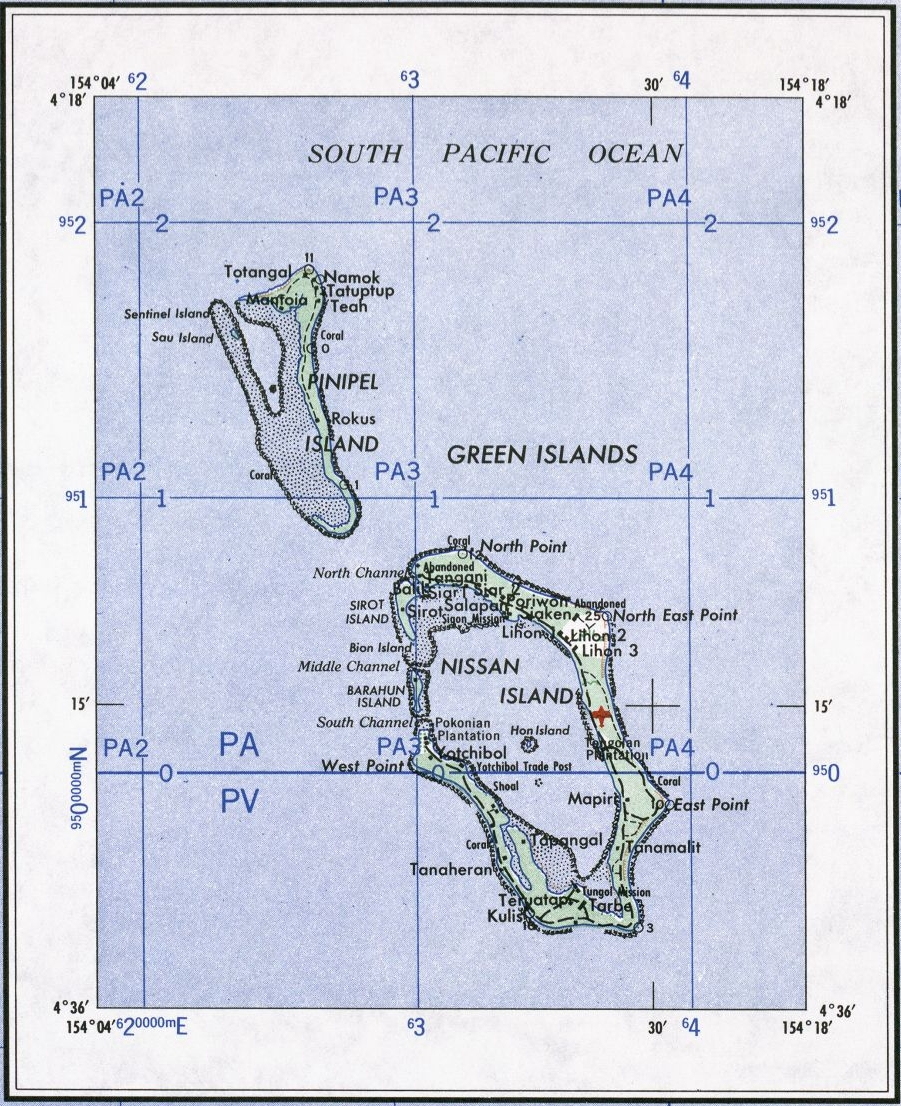
諸島の地図

位置

グリーン諸島（グリーンしょとう、英: Green Islands）は、パプアニューギニア ブーゲンビル州に属する島々。ニューブリテン島ラバウルの約200キロメートル (km) 東、ブーゲンビル島の約200 km北西に位置する。
ニッサン島が最も大きい島であり、他にピニペル島、サウ島、バラハン島、シロット島が含まれる。
太平洋戦争中の1942年1月23日、日本軍はラバウル攻略の際の航空基地確保のためグリーン諸島を攻略し、飛行艇基地を設置した。
1944年、日本軍と連合国によってグリーン諸島の戦いが行われ、日本軍守備隊は玉砕した。